# Mount Maines
Mount Maines ist ein 2190 m hoher Berg im ostantarktischen Enderbyland. In den Napier Mountains ragt er 13 km südöstlich des Stor Hånakken auf.
Norwegische Kartografen, die ihn Stornuten (norwegisch für Großer Gipfel) benannten, kartierten ihn anhand von Luftaufnahmen, die im Rahmen der Lars-Christensen-Expedition 1936/37 entstanden. Australische Kartografen präzisierten diese Kartierung anhand von Luftaufnahmen der Australian National Antarctic Research Expeditions aus dem Jahr 1956. Das Antarctic Names Committee of Australia (ANCA) benannte ihn nach Ronald L. Maines, Koch auf der Wilkes-Station im Jahr 1961.